# Лазарян Всеволод Арутюнович
Все́волод Арутю́нович Лазаря́н (нар. 16 жовтня 1909, Оріхів, Російська імперія — пом. 24 грудня 1978, Дніпропетровськ, СРСР) — український вчений-механік, спеціалісти в галузі динаміки рухомого складу залізниць. Заслужений діяч науки і техніки УРСР, доктор технічних наук, академік АН СРСР, лауреат Державної премії УРСР в галузі науки і техніки. Генерал-директор дороги та будівництва III рангу. Автор понад 300 наукових праць та винаходів. Ректор Дніпропетровського інституту інженерів залізничного транспорту (1941–1958).

## Життєпис
Всеволод Лазарян народився в Оріхові (Запорізька область) в родині лікаря. У 1925 році закінчив Бердянську профтехшколу та продовжив навчання на відділенні будівництва залізниць Катеринославського політехнікуму шляхів сполучення, з якого у 1927 році перейшов на третій курс Дніпропетровського гірничого інституту на маркшейдерський факультет. Ще до закінчення навчання був запрошений на викладацьку роботу одразу до двох інститутів: на кафедру теоретичної механіки гірничого інституту та кафедру будівельної механіки транспортного. У 1932 році Лазарян під керівництвом Олександра Динника захистив кандидатську дисертацію, а за два роки потому очолив кафедру будівельної механіки Дніпропетровського інституту інженерів транспорту, беззмінним завідувачем якої був аж до 1968 року.
У 1940 році захистив докторську дисертацію, присвячену дослідженню динамічних зусиль в міжвагонних з'єднаннях поїздів. Ця робота стала основою для подальших досліджень як самого Лазаряна, так і його послідовників. У 1941 році йому було присвоєно звання професора, а також призначено на посаду ректора ДІІТу, яку він обіймав до 1958 року.
У роки Другої світової війни інститут на чолі з Лазаряном було евакуйовано до Новосибірська, де співробітники не лише продовжували підготовку кваліфікованих кадрів, а й виконували багато важливих завдань для обороноздатності країни. Після повернення у 1944 році до Дніпропетровська, Всеволод Арутюнович, окрім занять науковою та педагогічною діяльністю, надавав велику допомогу у відновленні та забезпеченні безперервної роботи залізничного транспорту.
Одним з напрямів діяльності Лазаряна стала організація роботи галузевої науково-дослідної лабораторії динаміки та міцності рухливого складу Міністерства шляхів сполучення СРСР при інституті. Створена у 1958 році лабораторія динаміки та міцності згодом переросла у потужну наукову організацію. Крім того, однією з особливостей Лазаряна, як вченого, була здатність передбачати шляхи розвитку науки та техніки. Саме він запропонував заснувати в ДІІТі першу в місті лабораторію обчислювальних машин, на базі якої згодом було створено сучасний обчислювальний центр.

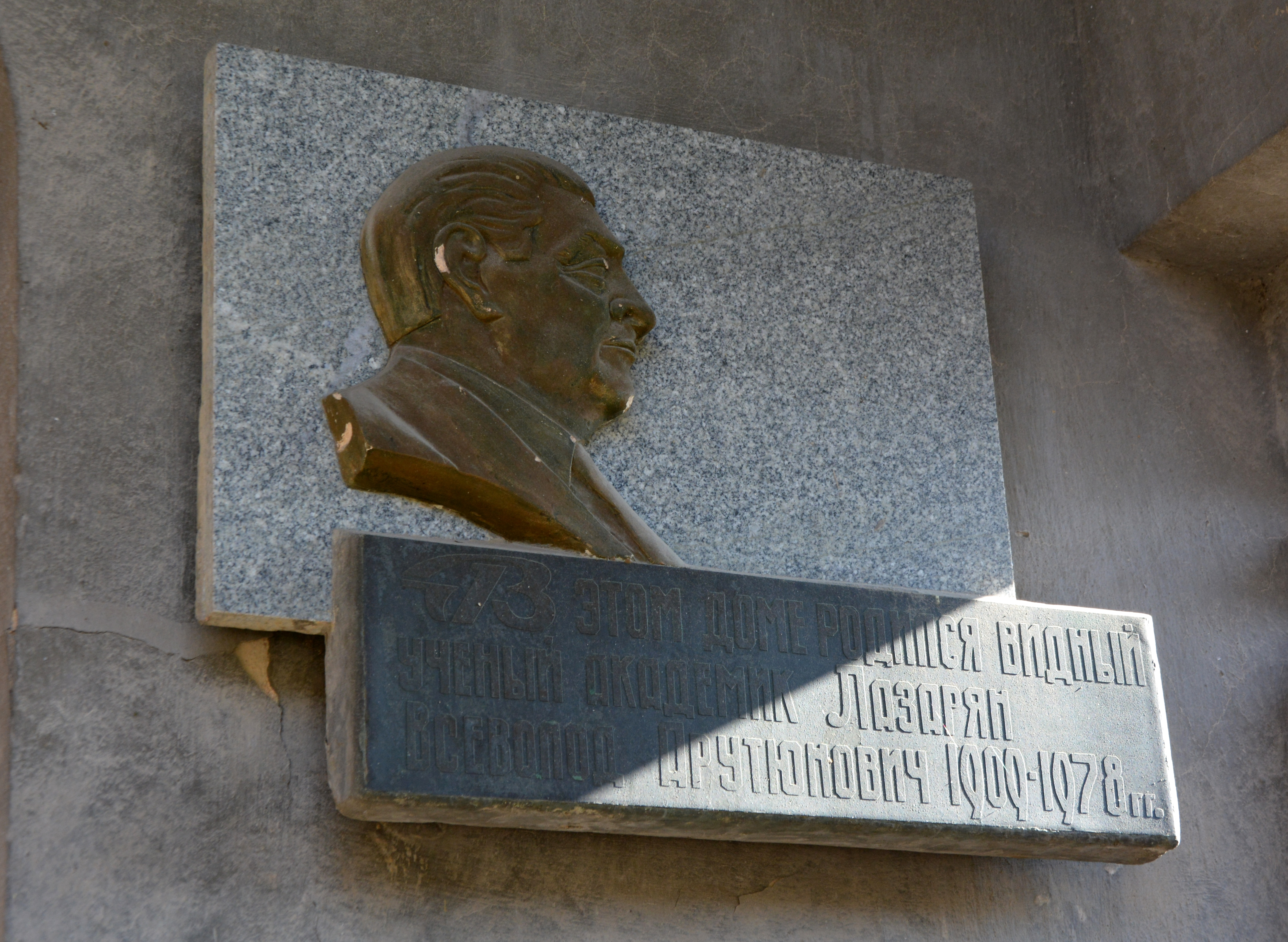
Пам'ятна дошка В. А. Лазаряну у м.Оріхів

У 1967 році Лазаряна було обрано членом-кореспондентом Академії наук СРСР. Він отримав задачу створення Дніпропетровського відділення Інституту механіки АН СРСР, керівником якого Лазарян був до останніх днів свого життя. У 1969 році йому було присвоєно почесне звання заслуженого діяча науки та техніки УРСР, а за два роки по тому присуджено Державну премію УРСР в галузі науки та техніки. У 1972 році Лазарян був обраний академіком АН СРСР, а у 1978 році отримав премію імені О. М. Динника.
За час роботи Всеволод Лазарян підготував 20 докторів та більше ніж 100 кандидатів технічних та фізико-математичних наук, став автором більш ніж 300 опублікованих наукових праць, у тому числі 7 монографій та 5 навчальних посібників, отримав 24 авторські свідоцтва на винахід.
Помер Всеволод Арутюнович Лазарян 24 грудня 1978 року. У 1979 році Дніпропетровським горкомом комсомолу було засновано премію імені академіка В. А. Лазаряна. Крім того, його ім'ям названо одну з вулиць Дніпропетровська, а з 2002 року ім'я Лазаряна носить і Дніпропетровський національний університет залізничного транспорту, на одному з корпусів якого розміщено меморіальну дошку пам'яті Всеволода Арутюновича.

## Вибрана бібліографія
- Лазарян В. А. Применение математических машин непрерывного действия к решению задач динамики подвижного состава железных дорог. — Трансжелдориздат, 1963. — 217 с.
- Лазарян В. А. Динамика вагонов. — Москва : Транспорт, 1964. — 256 с.
- Лазарян В. А., Длугач М. Л., Коротенко К. Устойчивость движения рельсовых экипажей. — Київ : Наукова думка, 1972. — 198 с.
- Лазарян В. А.,  Конашенко С. Й. Обобщенные функции в задачах механики. — Київ : Наукова думка, 1974. — 191 с.
- Лазарян В. А. Техническая теория изгиба. — Київ : Наукова думка, 1976. — 204 с.
- Лазарян В. А. Динамика транспортных средств : избранные труды. — Київ : Наукова думка, 1985. — 527 с.